# Alison Moore
Alison Moore (Manchester, 1971) è una scrittrice britannica.

## Biografia
Nata a Manchester nel 1971 e cresciuta nel Leicestershire, vive a Nottingham dove è docente onoraria all'Università.
Dopo gli studi di letteratura inglese alle Università di Liverpool e Nottingham, ha iniziato a scrivere racconti pubblicati nell'antologia Best British Short Stories e trasmessi alla BBC Radio 4.
Ha esordito nella narrativa nel 2012 con La moglie dell'albergatore entrando nella shortlist del Booker Prize e vincendo il McKitterick l'anno successivo.
In seguito ha dato alle stampe altri 3 romanzi, una raccolta di racconti e due libri per ragazzi.

## Opere

### Romanzi
- La moglie dell'albergatore (The Lighthouse, 2012), Torino, Bollati Boringhieri, 2014 traduzione di Carlo Prosperi ISBN 978-88-339-2496-0.
- He Wants (2014)
- Death and the Seaside (2016)
- Missing (2018)

### Racconti
- The Pre-War House and Other Stories (2013)

### Letteratura per l'infanzia
- Sunny and the Ghosts (2018)
- Sunny and the Hotel Splendid (2019)

## Premi e riconoscimenti

### Vincitrice
- McKitterick Prize: 2013 con La moglie dell'albergatore

### Finalista
- Booker Prize: 2012 con La moglie dell'albergatore